# Thomas Barkell
Vous lisez un « bon article » labellisé en 2023.
Thomas Barkell, né le 22 mai 1892 à Randwick (Nouvelle-Galles du Sud) et mort le 31 mai 1963 à Lane Cove, est un pilote et as australien de la Première Guerre mondiale, crédité de sept victoires aériennes.
Après avoir travaillé comme mécanicien automobile à Sydney, il s'engage en 1916 dans l'Australian Flying Corps et devient mécanicien d'aéronefs de 2e classe. Il est formé comme mitrailleur aérien au début de l'année 1917 rejoint la France, sur le front de l'ouest, en été de la même année. Thomas Barkell effectue principalement des reconnaissances aériennes. Il est blessé fin novembre 1917. 
Après sa convalescence, il est formé au pilotage et passe fin août 1918 dans le No. 4 Squadron. Initié au Sopwith Camel, il démontre rapidement ses capacités de pilotage. Il remporte sa première victoire aérienne début septembre. À la fin du même mois, il est touché alors qu'il dirige déjà une patrouille et doit effectuer un atterrissage forcé mais n'est pas blessé. Il reprend du service sur Sopwith Snipe et conquiert ses deux dernières victoires aériennes le 29 octobre 1918. Il est blessé le même jour à la jambe. Thomas Barkell est retiré du service actif et retourne début 1919 en Australie comme pilote commercial. Il sera condamné en 1922 pour avoir volé avec une licence suspendue, devenant le premier pilote à être poursuivi pour ce motif. Sa fin de vie reste assez incertaine.

## Biographie
Thomas Henry Barkell nait le 22 mai 1892 à Randwick, dans un faubourg de Sydney,,. Lors du déclenchement de la Première Guerre mondiale, il travaille comme mécanicien automobile à Sydney,,.

### No. 3 Squadron AFC
Il s'engage dans l'Australian Flying Corps le 16 octobre 1916 et est affecté à l'escadrille « B » du No. 2 Squadron (renommé plus tard No. 3 Squadron) en tant que simple soldat. Il embarque avec son unité à Melbourne à bord du HMAT A38 Ulysses le 25 octobre 1916 et arrive en Angleterre le 29 décembre,,. Il y est reclassé comme mécanicien de l'air de 2e classe (ajusteur).
Son squadron est basé à South Carlton, dans le Lincolnshire, et s'occupe de l'entraînement au vol avec des avions biplaces Avro 504 et B.E.2e. En février 1917, le service de vol est ouvert aux militaires du rang ; six postes de mitrailleurs aériens sont proposés, et plus de cent candidatures (soit plus de la moitié de l'effectif de l'escadron) sont reçues. Six hommes sont finalement sélectionnés, dont Thomas Barkell. Il est promu au grade de sergent et affecté à la No. 1 School of Aerial Gunnery, à Hythe dans le Kent, pour y être formé. À la mi-août, le squadron commence enfin à se déplacer vers la France et devient le premier escadron australien à servir sur le front occidental, en étant basé à Savy, pour soutenir le front des Canadiens et du 13e corps près d'Arras.

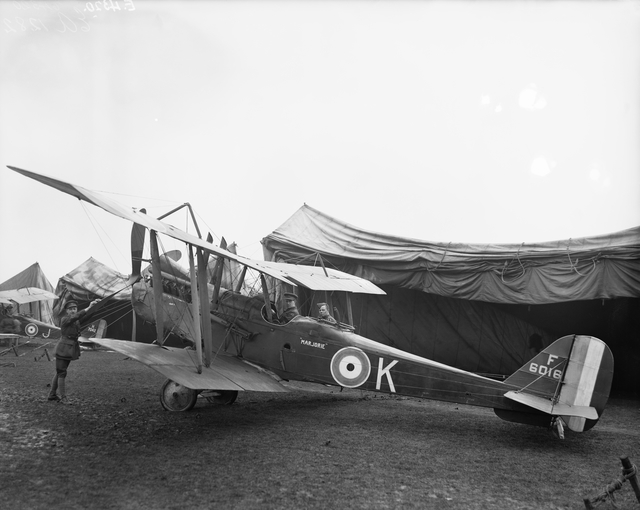
R.E.8 du No. 3 Squadron.

Fin septembre, Thomas Barkell commence à effectuer des patrouilles de reconnaissance à bord des R.E.8 dont le squadron est équipé. Le mauvais temps du début du mois d'octobre immobilise les avions, mais Thomas Barkell reprend plus tard dans le mois les vols et signale les positions de l'artillerie ennemie. À la mi-novembre, le squadron déménage vers une nouvelle base à Bailleul pour soutenir l'Australian Corps, effectuant principalement des reconnaissances photographiques, mais aussi des patrouilles offensives. Le 14 novembre 1917, il est l'un des quatre sous-officiers observateurs classés comme artilleurs aériens qualifiés. Cependant, le 24 novembre à l'aube, alors qu'il vole avec le lieutenant K.A. Roberts pour une mission de reconnaissance, leur avion est touché par un tir anti-aérien. Thomas Barkell est touché à la cheville gauche et leur avion se renverse à l'atterrissage. Les deux hommes sont envoyés au No. 2 (Australian) Casualty Clearing Station pour y être soignés,.

### No. 4 Squadron AFC

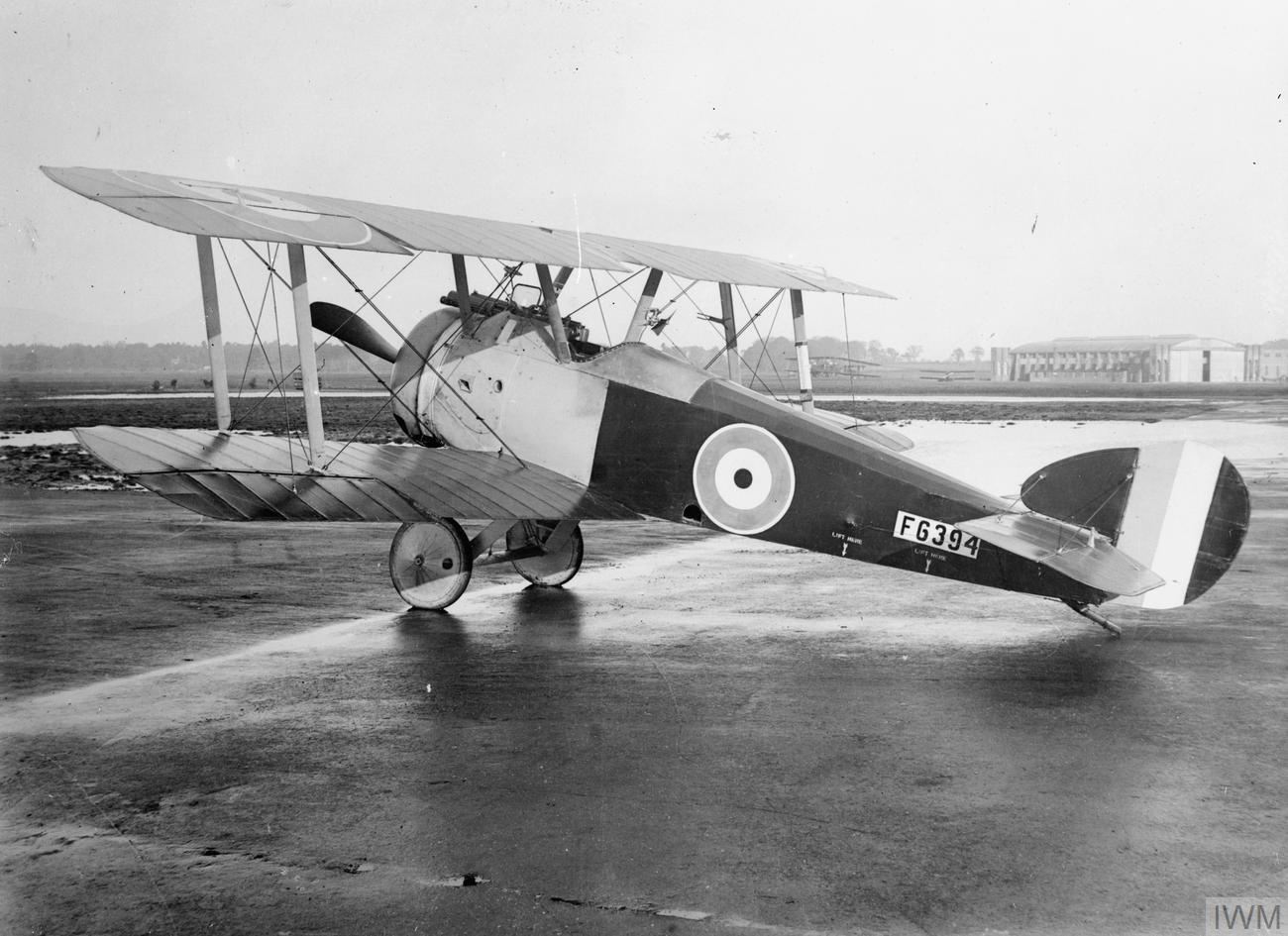
Sopwith Camel.

Après s'être remis de ses blessures, Thomas Barkell s'entraîne à devenir pilote, et est affecté à la No. 2 School of Military Aeronautics en tant que cadet le 10 février 1918. Il termine sa formation de pilote le 19 juillet, et le 22 août, il est nommé second lieutenant et affecté à l'escadrille « B » du No. 4 Squadron AFC, basé à Reclinghem sous le commandement du major Edgar McCloughry. Après plusieurs jours de vols d'entraînement à bord du chasseur monoplace Sopwith Camel, il effectue sa première mission opérationnelle le 26 août, en larguant deux bombes de 25 livres (11 kg) sur un dépôt de munitions allemand à Bac-Saint-Maur. 
Thomas Barkell remporte sa première victoire aérienne le 7 septembre alors qu'il patrouille au-dessus d'Hénin-Liétard. En observant un avion LVG au-dessous de lui, il manœuvre vers l'est, puis plonge pour attaquer, suivi par deux autres avions de son squadron. Tous les trois tirent sur le LVG depuis le haut, puis Thomas Barkell attaque depuis le bas à courte portée, provoquant un plongeon vertical et un crash de l'appareil.
Il ne lui faut que deux mois pour diriger une patrouille, et le 16 septembre, Thomas Barkell vole avec ses ailiers au-dessus de Frelinghien lorsqu'ils sont attaqués par une douzaine d'avions ennemis. Au cours du combat aérien qui s'ensuit, il est attaqué par trois appareils, mais parvient à se placer à la queue de l'un d'entre eux, un Fokker D.VII, et après avoir tiré à environ cinquante mètres, il le voit partir en vrille et s'écraser. Le 22 septembre, il dirige à nouveau une patrouille de trois appareils au-dessus d'Armentières lorsqu'ils sont attaqués par environ quatorze appareils ennemis. Cette fois, Barkell tire sur un autre Fokker D.VII, qui s'écrase en vrille. Il est ensuite attaqué par l'arrière par deux autres D.VII, mais il effectue un virage serré et peut tirer sur l'un d'eux à très courte distance, ce qui le fait se retourner et plonger à grande vitesse. Cependant, son avion est également touché au niveau du moteur et il doit faire un atterrissage forcé à Neuve-Église,. Il en ressort sans une égratignure. Le 29 septembre, le No. 4 Squadron déménage à Serny, et le 3 octobre, il reçoit ses six premiers Sopwith Snipe, qui remplaceront finalement tous les Camel le 19 du mois.

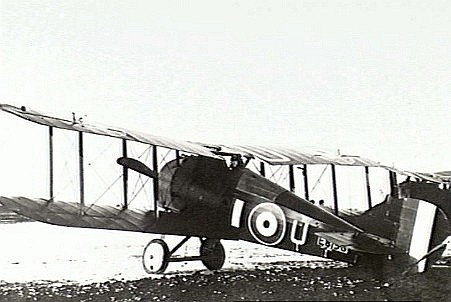
Un Sopwith Snipe du No. 4 Squadron AFC.

Le 5 octobre 1918, une recommandation pour l'attribution de la Distinguished Flying Cross est soumise par le général de brigade Edgar Ludlow-Hewitt, General Officer Commanding de la 10e brigade de la Royal Air Force. Elle énumère toutes les opérations effectuées par Thomas Barkell en seulement quatre jours, du 29 septembre au 3 octobre, ce qui comprend des bombardements sur cinq gares ferroviaires, ainsi que sur des transports motorisés, hippomobiles et des transports fluviaux, de l'artillerie et un ballon d'observation. Elle indique également que tous les bombardements, sauf un, ont été effectués à partir d'une altitude inférieure à 460 mètres,. La récompense est approuvée le 10 octobre et publiée dans la London Gazette le 3 décembre 1918. Sa citation est la suivante :

« Bien que cet officier n'ait rejoint son squadron qu'il y a deux mois environ, ses capacités exceptionnelles l'ont rapidement qualifié pour la direction d'une patrouille ; et il a déjà agi comme chef dans vingt-trois vols offensifs. Sa conduite de ces patrouilles, et les résultats qu'il a obtenus, témoignent de son esprit d'entreprise exceptionnel, et justifient pleinement sa nomination rapide au poste responsable de chef. »

Le 9 octobre, Thomas Barkell attaque un ballon d'observation à l'ouest de Douai, et voit l'équipage sauter en parachute tandis que le ballon prend feu,. Le 26 octobre, il fait partie d'une patrouille qui attaque une formation de biplans ennemis à l'est de Tournai, et est crédité d'en avoir abattu deux,,. Cependant, il est également blessé à la jambe et atterrit à Péronne, loin de sa base,,. Il est envoyé à la No. 5 Casualty Clearing Station, et le 27 octobre, il est radié de l'effectif du No. 4 Squadron.

### Carrière d'après-guerre
Thomas Barkell retourne finalement en Australie le 7 février 1919, où il continue à voler en tant que pilote commercial. Il obtient la distinction douteuse d'être le premier pilote poursuivi en vertu de la loi sur la navigation aérienne de 1920 (Air Navigation and Transport Act (en)) lorsqu'il est condamné à une amende de 5 livres sterling en juillet 1922 pour avoir volé alors que sa licence était suspendue. Il est également impliqué dans deux accidents. En mai 1922, il subit une panne de moteur alors qu'il effectue des vols à Bulli Park et doit faire un atterrissage forcé à Sandon Point. L'avion est endommagé mais lui et son passager en sortent indemnes. En janvier 1923, aux commandes d'un avion appartenant à l'Australian Aircraft & Engineering (en), il s'écrase sur un cottage de Cronulla, se cassant un orteil.
Au début des années 1920, il est également mentionné avec son frère, Kenneth, comme propriétaire d'une société spécialisée dans la vente de bétail, Barkell & Holmes, implantée à Inverell. Les deux frères y occupent la fonction de commissaires-priseurs et proposent des ventes dans tout l'état de Nouvelle-Galles du Sud,.
En 1924, Thomas Barkell se marie avec Gladys Imelda Watts, à Sydney,. 
Il meurt soudainement le 31 mai 1963 à Lane Cove, à l'âge de 71 ans, sans postérité survivante. Sa nécrologie mentionne qu'il est constructeur de bateaux à la retraite.

## Liste des victoires aériennes
Thomas Henry Barkell, au cours de la Première Guerre mondiale, abat trois avions et un ballon et met hors de contrôle trois autres avions. 
Ci-dessous, les victoires confirmées sont numérotées.
| N° | Date              | Heure   | Appareil      | Ennemi               | Résultat         | Localisation      |
| -- | ----------------- | ------- | ------------- | -------------------- | ---------------- | ----------------- |
| 1  | 7 septembre 1918  | 7 h 0   | Sopwith Camel | LVG C.V              | Abattu           | Henin-Liétard     |
| 2  | 16 septembre 1918 | 8 h 20  | Sopwith Camel | Fokker D.VII         | Abattu           | Frelinghien       |
| 3  | 22 septembre 1918 | 8 h 20  | Sopwith Camel | Fokker D.VII         | Hors de contrôle | Est d'Armentières |
| 4  | 22 septembre 1918 | 8 h 20  | Sopwith Camel | Fokker D.VII         | Hors de contrôle | Armentières       |
| 5  | 5 octobre 1918    | 9 h 55  | Sopwith Snipe | Ballon d'observation | Détruit          | Ouest de Douai    |
| 6  | 26 octobre 1918   | 15 h 45 | Sopwith Snipe | Fokker D.VII         | Abattu           | Est de Tournai    |
| 7  | 26 octobre 1918   | 15 h 45 | Sopwith Snipe | Fokker D.VII         | Hors de contrôle | Est de Tournai    |